# Didym

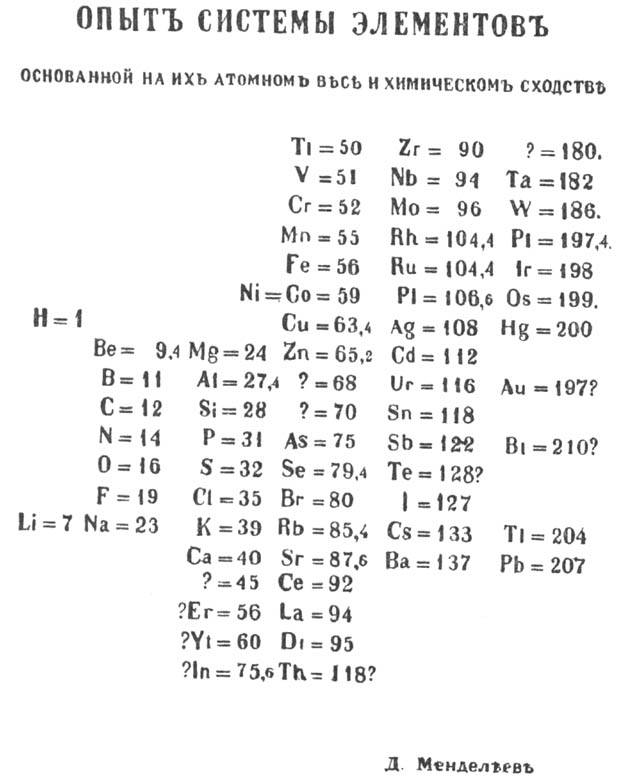
Didym in Mendelejews erstem Entwurf des Periodensystems (Di) mit der Massenzahl 95 (vierte Spalte, zweites Element von unten)

Didym, Abkürzung Di, wurde lange Zeit als chemisches Element angesehen, bis es von Per Teodor Cleve als Zusammensetzung zweier Elemente erkannt wurde, die 1885 von Carl Auer von Welsbach schließlich als Praseodym und Neodym isoliert wurden. Aus Didymerde wurde auch Samarium gewonnen.
1839/1840 fand Carl Gustav Mosander im Mineral Cerit neben Cer die Begleiter Lanthan und eben Didym (griech. „Zwilling [des Lanthans]“).